# Enrique Murciano
Enrique Ricardo Murciano (Miami, Florida, 9 de julio de 1973) es un actor cubano-estadounidense.

## Biografía
Enrique Murciano Jr. nació en Miami pero pasó sus primeros años en  México.
Pensaba estudiar Derecho, pero un día un amigo enfermo le dijo que debía hacer lo que quería en cada momento de su vida o que de otra manera no estaría viviendo; fue ahí cuando decidió cumplir su sueño de convertirse en actor.
Su primer papel fue en la película Speed 2 y aunque sólo decía una frase, dijo que por lo menos la parte trasera de su oreja se haría famosa.
Murciano es conocido por su interpretación del agente especial Danny Taylor en la serie Sin Rastro.
Trabajó en películas como Traffic y Black Hawk Down en 2001. Fue aquí donde conoció a Jerry Bruckheimer que le ofreció el papel de Danny Taylor.
También intervino en Miss agente especial 2: Armada y fabulosa como Jeff Foreman, en La Ciudad Perdida de Andy García como Ricardo y en 2008 grabó la película Máncora en la que interpreta a Íñigo. Recientemente aparece en la nueva versión del "Planeta de los Simios".
Murciano ha rechazado varios papeles en los que tuviera que actuar como el latino que vende droga o aparece borracho.
Tuvo un papel estelar en la exitosa serie POWER de la cadena STARZ interpretando de manera brillante al capo narco Felipe Lobos.
Actuó como Marco, un policía hispano, en la serie Bloodline de Netflix.
Actualmente vive en Los Ángeles pero visita a menudo Miami donde sigue viviendo su familia.
- Datos: Q551608